# Bigge-Olsberg
Am 1. Juli 1969 wurde die Stadt Bigge-Olsberg aus den bisherigen Gemeinden Bigge und Olsberg im Kreis Brilon, Nordrhein-Westfalen, neu gebildet.
Am 1. Januar 1975 bildete die Stadt Bigge-Olsberg zusammen mit Antfeld (großenteils), Assinghausen, Bruchhausen, Brunskappel, Elleringhausen, Elpe (großenteils), Gevelinghausen (großenteils), Helmeringhausen, Wiemeringhausen und Wulmeringhausen die neue Stadt Olsberg.
Die Gemeinde hatte eine Fläche von 17,81 km² sowie 6790 Einwohner (1970) und 7051 Einwohner (1974). 